# جيمس بتلر برينان
جيمس بتلر برينان (بالإنجليزية: James B. Brennan)‏ هو سياسي أمريكي، ولد في 1 فبراير 1926 بميلواكي في الولايات المتحدة. حزبياً، نشط في الحزب الديمقراطي. وقد انتخب عضو مجلس ولاية ويسكونسن.